# Мысликова, Мила
Мила Мысликова (урождённая — Богумила Мысликова) (чеш. Míla Myslíková; 14 февраля 1933, Тршебич — 11 февраля 2005, Прага) — чешская и чехословацкая актриса

 театра и кино, детская писательница.

## Биография
В 1955 году окончила актёрский факультет Музыкальной академии в Брно. Дебютировала на сцене Городского театра Брно (1955—1962), в 1962—1964 годах играла в Национальном театре Брно, в 1964—1977 годах — в театре г. Кладно. Из-за загруженности в кино оставила работу в театре «Кладно» через тринадцать лет. Во второй половине 1980-х годов бросила съёмки и ушла отдыхать.
В 1954 году дебютировала в кино в комедии "Самый лучший человек " с В. Бурианом. Снималась на студии «Баррандов».
С 1954 до 1995 года снималась в кино. Приняла участие в более чем 150 кино, телефильмах и сериалах.
Во второй половине 1980-х годов оставила съёмки.
Занималась литературным творчеством. Автор нескольких детских книг («Finský maraton», «V zemi Kalevově», «Lásko, Bože, lásko», «Ta naše písnička česká», «V dobrém jsme se sešli» и др.).
К концу жизни заболела болезнью Паркинсона. Умерла в результате инсульта. Похоронена на кладбище Святой Варвары в Польне недалеко от Йиглавы.
Лауреат ежегодной премии «Золотая лента» за литературу для детей.

## Избранная фильмография
- 1986 — Роза Люксембург — Юлия Бебель
- 1985 — Кукушка в тёмном лесу — фрау Крамер, директор «детского дома»
- 1985 — Как поэт утратил иллюзии — Шафранкова
- 1985 — Деревенька моя центральная  — Фиалкова
- 1984 — Любовь из пассажа
- 1982 — Главный приз
- 1981 — Тайна Карпатского замка — трактирщица
- 1979 — Арабела
- 1978 — Проделки мизантропа
- 1977 — Да здравствуют духи!
- 1977 — А что, если поесть шпината? — Руженка
- 1976 — Бурлящее вино — член кооператива
- 1976 — На хуторе у леса
- 1976 — Маречек, подайте мне ручку!— Кроупова
- 1976 — Лето с ковбоем
- 1976 — Купание жеребят
- 1975 — «Портниха» женится — эпизод
- 1975 — Отель «Пацифик» — эпизод (нет в титрах)
- 1974—1979 — Тридцать случаев майора Земана
- 1974 — Кто ищет золото?
- 1974 — Как утопить доктора Мрачека — Матильда
- 1973 — Три орешка для Золушки — Рози, экономка
- 1972 — Напрасные огорчения — мать Итки
- 1971 — Свадьбы пана Вока
- 1971 — Девушка на метле
- 1971 — Бабушка — Проскова
- 1970 — Похождения красавца-драгуна — швея
- 1969 — Сжигатель трупов — женщина в шляпе
- 1969 — Жаворонки на нитке — Эльза
- 1968 — Сад
- 1968 — Капризное лето — Катерина Дурова
- 1966 — Дама на рельсах — соседка
- 1965 — Школа грешников
- 1964 — Хроника шута —  эпизод (нет в титрах)
- 1964 — Ковёр и мошенник
- 1964 — Звезда по имени Полынь — Эмка
- 1962 — Оранжевая луна
- 1962 — Головокружение
- 1962 — Большая дорога — супруга эрцгерцога
- 1961 — Там, где реки озарены солнцем — Анна
- 1960 — У нас в Мечове
- 1954 — Самый лучший человек